# 159P/LONEOS
159P/LONEOS, komet Jupiterove obitelji.